# Mauritius ai Giochi della XXVIII Olimpiade
Mauritius partecipò ai Giochi della XXVIII Olimpiade, svoltisi ad Atene, Grecia, dal 13 al 29 agosto 2004, con una delegazione di 9 atleti impegnati in cinque discipline.

## Delegazione
| Sport             | Uomini | Donne | Totale |
| ----------------- | ------ | ----- | ------ |
| Atletica leggera  | 3      | 1     | 4      |
| Nuoto             | 1      | 1     | 2      |
| Pugilato          | 1      | -     | 1      |
| Sollevamento pesi | -      | 1     | 1      |
| Tiro con l'arco   | 1      | -     | 1      |
| Totale            | 6      | 3     | 9      |

## Risultati

### Atletica leggera
| Q | Qualificato al turno successivo per la Classifica in qualificazione                                                          |
| q | Qualificato per il turno successivo per ripescaggio o, negli eventi su campo, conquistando la misura minima per qualificarsi |

Maschile
Eventi su pista e strada
| Atleta           | Evento      | Batteria  | Batteria   | Quarti di finale | Quarti di finale | Semifinale | Semifinale | Finale          | Finale          |
| Atleta           | Evento      | Risultato | Classifica | Risultato        | Classifica       | Risultato  | Classifica | Risultato       | Classifica      |
| ---------------- | ----------- | --------- | ---------- | ---------------- | ---------------- | ---------- | ---------- | --------------- | --------------- |
| Stéphan Buckland | 200 m piani | 20"29     | 1º Q       | 20"36            | 2º Q             | 20"37      | 3º Q       | 20"24           | 6º              |
| Éric Milazar     | 400 m piani | 45"34     | 3º q       | N.D.             | N.D.             | 45"23      | 5º         | non qualificato | non qualificato |

Eventi sul campo
| Atleta           | Evento         | Qualificazioni | Qualificazioni | Finale    | Finale     |
| Atleta           | Evento         | Risultato      | Classifica     | Risultato | Classifica |
| ---------------- | -------------- | -------------- | -------------- | --------- | ---------- |
| Jonathan Chimier | Salto in lungo | 8,28 m         | 2º Q           | 8,03 m    | 10º        |

Femminile
Eventi su pista e strada
| Atleta        | Evento       | Finale    | Finale     |
| Atleta        | Evento       | Risultato | Classifica |
| ------------- | ------------ | --------- | ---------- |
| Yolène Raffin | Marcia 20 km | 1h49'28"  | 51ª        |

### Nuoto
Maschile
| Atleta       | Evento            | Batteria  | Batteria   | Semifinale      | Semifinale      | Finale          | Finale          |
| Atleta       | Evento            | Risultato | Classifica | Risultato       | Classifica      | Risultato       | Classifica      |
| ------------ | ----------------- | --------- | ---------- | --------------- | --------------- | --------------- | --------------- |
| Chris Hackel | 50 m stile libero | 25"33     | 62º        | non qualificato | non qualificato | non qualificato | non qualificato |

Femminile
| Atleta           | Evento                | Batteria  | Batteria   | Semifinale      | Semifinale      | Finale          | Finale          |
| Atleta           | Evento                | Risultato | Classifica | Risultato       | Classifica      | Risultato       | Classifica      |
| ---------------- | --------------------- | --------- | ---------- | --------------- | --------------- | --------------- | --------------- |
| Diane Etiennette | 50 metri stile libero | 30"00     | 58ª        | non qualificata | non qualificata | non qualificata | non qualificata |

### Pugilato
Maschile
| Atleta        | Evento       | 16-esimi                    | Ottavi               | Quarti               | Semifinali           | Finale               | Pos.            |
| Atleta        | Evento       | Avversario Punteggio        | Avversario Punteggio | Avversario Punteggio | Avversario Punteggio | Avversario Punteggio | Pos.            |
| ------------- | ------------ | --------------------------- | -------------------- | -------------------- | -------------------- | -------------------- | --------------- |
| Michael Medor | Pesi leggeri | Uranchimegiin (MGL) P 23–29 | non qualificato      | non qualificato      | non qualificato      | non qualificato      | non qualificato |

### Sollevamento pesi
Femminile
| Atleta             | Evento           | Strappo   | Strappo    | Slancio   | Slancio    | Totale | Classifica |
| Atleta             | Evento           | Risultato | Classifica | Risultato | Classifica | Totale | Classifica |
| ------------------ | ---------------- | --------- | ---------- | --------- | ---------- | ------ | ---------- |
| Marie Jesika Dalou | −75 kg femminile | 57,5      | 15ª        | 72,5      | 14ª        | 130    | 14ª        |

### Tiro con l'arco
Maschile
| Atleta        | Evento               | Turno di qualificazione | Turno di qualificazione | Turno 1               | Turno 2              | Ottavi di finale     | Quarti di finale     | Semifinali           | Finale / FB          | Finale / FB     |
| Atleta        | Evento               | Punteggio               | Pos.                    | Avversario Punteggio  | Avversario Punteggio | Avversario Punteggio | Avversario Punteggio | Avversario Punteggio | Avversario Punteggio | Posizione       |
| ------------- | -------------------- | ----------------------- | ----------------------- | --------------------- | -------------------- | -------------------- | -------------------- | -------------------- | -------------------- | --------------- |
| Yehya Bundhun | Individuale maschile | 494                     | 64º                     | Im Dh (KOR) P 109–162 | Non qualificato      | Non qualificato      | Non qualificato      | Non qualificato      | Non qualificato      | Non qualificato |